# Glosa (llengua auxiliar)
Glosa és una llengua auxiliar internacional basada en la llengua auxiliar Interglossa. Fou desenvolupada per Ron Clark i Wendy Ashby, si bé inicialment va comptar amb una certa col·laboració de Lancelot Hogben, creador d'Interglossa. Glosa és una llengua aïllant, lliure de flexió gramatical, de manera que cada paraula té una forma original invariable. Les funcions gramaticals són realitzades per una sèrie de paraules especials, o bé per una certa co-ordinació de les paraules (sintaxi).

## Història
La llengua auxiliar Glosa està basada en la llengua Interglossa dissenyada pel científic Lancelot Hogben durant la Segona Guerra Mundial. El manual fou publicat l'any 1943 com "un esborrany d'una llengua auxiliar" (del títol original, Interglossa: A draft of an auxiliary).
Ron Clark va descobrir el manual d'Interglossa cap a l'any 1960. Va reunir-se amb Hogben amb la intenció de reformar el llenguatge, i facilitar el seu ús en totes les formes possibles de comunicació. Wendy Ashby va unir-se al projecte l'any 1972. Quan Hogben va morir el 1975, la majoria de canvis ja havien sigut discutits. Hogben i Clark havien acordat que el llenguatge hauria d'escriure's de manera fonètica (això és: cada lletra representant un sol so). Aquest principi implicava que els dígrafs CH, TH i PH ara s'escriurien K (o C), T i F.
Finalment alguns canvis addicionals foren introduïts per Ron Clark i Wendy Ashby, que aleshores van donar al llenguatge el nou nom Glosa (llengua en grec), i així van fundar una nova llengua auxiliar., p. 7.
Fins al 1979 aproximadament, Ashby i Clark van comprovar l'ús pràctic de Glosa amb voluntaris. Durant aquest període, el vocabulari i alguns detalls sobre formació de frases foren revisats. Finalment van publicar un primer diccionari de Glosa.
Des de 1987, l'organització de caritat GEO (Glosa Education Organisation) ha promogut l'ensenyament de Glosa com a segona llengua en escoles de tot el món. La pàgina web oficial de GEO fou establerta per Paul O. Bartlett l'any 1996, i en el present és administrada per Marcel Springer.

### Història incompleta
En la història que relata la web oficial de Glosa, no hi ha informació sobre quines reformes foren consensuades amb Hogben, i quines no. S'afirma que després de la defunció de Hogben “alguns canvis trivials foren introduïts”, però no s'especifiquen.
Mentre la Interglossa de Hogben estava explícitament basada en la llengua auxiliar Basic English, Glosa tendeix a funcionar com l'anglès normal. Principalment: mentre Interglossa funciona amb un nombre reduït de verbs essencials (fins a 20), que Hogben anomena “verboides” o “operadors verbals”, Glosa funciona sense aquesta classe especial de paraules. Així la qüestió torna a ser si aquest canvi forma part dels acords inicials Clark-Hogben, o més aviat dels canvis posteriors de Clark i Ashby.

## Gramàtica

### Alfabet i fonologia
| Lletres majúscules                         |   |    |   |   |   |   |   |   |   |   |   |   |   |   |   |    |   |   |   |   |   |   |    |   |    |
| A                                          | B | C  | D | E | F | G | H | I | J | K | L | M | N | O | P | Q  | R | S | T | U | V | W | X  | Z | SC |
| Minúscules                                 |   |    |   |   |   |   |   |   |   |   |   |   |   |   |   |    |   |   |   |   |   |   |    |   |    |
| a                                          | b | c  | d | e | f | g | h | i | j | k | l | m | n | o | p | q  | r | s | t | u | v | w | x  | z | sc |
| Fonemes de l'alfabet fonètic internacional |   |    |   |   |   |   |   |   |   |   |   |   |   |   |   |    |   |   |   |   |   |   |    |   |    |
| a                                          | b | tʃ | d | e | f | g | h | i | j | k | l | m | n | o | p | kw | r | s | t | u | v | w | ks | z | ʃ  |

### Accent i flexió vocal
Com a norma general, l'accent sona sobre la vocal immediatament anterior a l'última consonant.
Com en espanyol i altres llengües, generalment sona una espècie d'inflexió tonal ascendent davant d'una coma, punt i coma, o signe d'interrogació. I sona una espècie d'inflexió tonal descendent abans d'un punt.

### Adjectius
Generalment els adjectius precedeixen a la paraula que qualifiquen. Així mateix succeeix amb els nombres cardinals i amb els pronoms possessius.
- Mi fu lekto u boni bibli. = Jo llegiré un bon llibre.
- Mi fu lekto bi bibli. = Jo llegiré dos llibres.
- Mi fu lekto mi bibli. = Jo llegiré el meu llibre.

La principal excepció, la formen els nombres ordinals:
- Mi fu lekto bibli bi. = Jo llegiré el llibre número dos, el segon llibre.

### Pronoms personals
mi (jo, -me), tu (tu, -te), vi (vosaltres, -vos), an[dro] (ell, -lo), fe[mina] (ella, -la), it (això, allò, -ho, -lo), pe[rsona] (un, algú), na (nosaltres, -nos), mu[lti] (ells, -los), se (un mateix).

### Partícules gramaticals
El diccionari principal de Glosa "Glosa Inter-reti Diktionaria" (bilingüe anglès-Glosa & Glosa-anglès),) aporta una llista de partícules essencials, sobre nombre, temps verbals, veu passiva, interrogació, comparació, i pronom relatiu. En la pàgina web de Glosa es troba una llista similar.
| u(n)      | un, una; el, la                    | u bibli             | un llibre, el llibre                                   |
| plu       | diversos, -es; els, les            | plu bibli           | diversos llibres, els llibres                          |
| pa        | (en el passat)                     | Fe pa vora.         | Ella va menjar.                                        |
| fu        | (en el futur)                      | Fe fu vora.         | Ella menjarà.                                          |
| du        | (durant aquest moment)             | Fe du vora.         | Ella està menjant.                                     |
| du pa     | (durant el passat)                 | Fe du pa vora.      | Ella estava menjant.                                   |
| nu        | ara                                | Fe nu vora.         | Ella ara menja.                                        |
| nu pa     | (fa un moment)                     | Mi nu pa vide fe.   | La vaig veure fa un moment; Acabo de veure-la.         |
| nu fu     | (dintre d'un moment)               | Mi nu fu vide fe.   | La veuré dintre d'un moment; Estic a punt de veure-la. |
| pa fu     | (des del passat en el futur)       | Mi pa fu vora.      | Jo anava a menjar.                                     |
| fu pa     | (en el futur, acció passada)       | Mi fu pa akti id.   | Jo hauré fet això.                                     |
| si        | si (condicional)                   | si fe vide an       | si ella el veu.                                        |
| sio       | (en tal cas)                       | Mi ne sio ki.       | En tal cas, jo no vaig; Jo no aniria.                  |
| ne        | no                                 | Fe ne pote vide id. | Ella no pot veure això.                                |
| qo-ra … ? | Quina cosa?; ¿Què?                 | Tu pa vide qo-ra?   | Què has vist?                                          |
| qe … ?    | Que …? (qüestió de sí o no)        | Qe tu pa vide?      | (Que) has vist?                                        |
| … qe?     | … no es així? (qüestió de sí o no) | Tu pa vide id, qe?  | Has vist això, no?                                     |
| qo-ka …?  | Per quina causa?; Per què?         | Qo-ka tu akti id?   | Per què fas això?                                      |
| qo-te …?  | Amb quina intenció?; ¿Per a què?   | Qo-te tu akti id?   | Per a què fas això?                                    |
| qi …      | que (pronom relatiu)               | u gina , qi …       | la dona, que …                                         |
| gene      | és … (veu passiva)                 | Id gene vide        | Això és vist; Això es veu                              |
| ge-       | que és … (participi passiu)        | ge-vide             | vist                                                   |
| no(n)-    | in- (oposat)                       | non-alti            | baix ("no-alt")                                        |
| se        | si                                 | lava se             | rentar-se                                              |
| auto      | (un) mateix                        | Mi auto pa vide id. | Jo mateix vaig veure això.                             |
| iso …     | tan(t) …; igual de …               | iso mega de …       | tan gran com …; igual de gran que …                    |
| ma …      | més …                              | ma termo de …       | més calent que …                                       |
| maxi      | (el/la) més; màxim                 | u maxi termo        | el/la més calent                                       |
| mei …     | menys …                            | mei termo de …      | menys calent que …                                     |
| mini      | (el/la) menys; mínim               | u mini termo        | el/la menys calent                                     |

### Puntuació
El punt acaba la frase. Igualment el signe d'interrogació, ?, i el signe d'exclamació, !.
El punt i coma separa la frase subordinada de la principal.
La coma separa els elements d'una llista.

### Sintaxi
A Glosa, les paraules conserven sempre una forma original, independentment de la seva funció en la frase. Així, la mateixa paraula pot funcionar com a verb, substantiu, adjectiu o preposició. Les funcions gramaticals són realitzades per un nombre limitat de paraules especials, o bé per una certa co-ordinació de les paraules (sintaxi). La seqüència Subjecte + Verb (+ Objecte) és la manera general d'expressar la frase. Les partícules de temps i els adverbis precedeixen als verbs. De fet la majoria de paraules poden actuar com a verbs, si estan clarament ubicades després del subjecte i/o abans de l'objecte. Els adjectius generalment precedeixen als substantius.
Habitualment es compara Glosa a dos idiomes naturals que són analítics en diferents graus, el xinès i l'anglès:
| «                                                             | Glosa is interesting among conlangs in that it is a completely analytic language: there are no inflections for noun plurals, verb tenses, genders, and what-not. Somewhat as in English, a word may be used as more than one part of speech. [Traducció: ] Glosa és interessant entre les llengües construïdes en el fet de ser completament analítica: no hi ha flexions per a noms plurals, temps verbals, gèneres, etc. Un poc com en anglès, una paraula pot ser usada com a diverses parts del discurs. | » |
| — Paul Bartlett. "Critiques of individual planned languages". | |   |

## Lèxic
Si bé la llengua Glosa s'escriu amb l'alfabet llatí modern, el lèxic es compon de paraules llatines i gregues.
En principi, les paraules gregues s'adopten en la forma de la transcripció llatina tradicional. Però hi ha certes simplificacions, ja que es suprimeixen les dobles consonants (excepte la moderna SC /ʃ/). Les regles de pronunciació són relativament simples i regulars: hi ha tres consonants especials (Q /qw/, X /ks/, H /h/ o muda); i hi ha dos vocals que ocasionalment adopten valor consonàntic abans d'una altra vocal (I /j/, U /w/).
En general, les paraules d'origen llatí adopten una certa vocal final característica, si bé hi ha excepcions.
| Paraules d'origen llatí | Paraules d'origen llatí | Paraules d'origen llatí |
| Desinència llatina      | Final en Glosa          | Exemple                 |
| ----------------------- | ----------------------- | ----------------------- |
| -a, -ae                 | -a                      | aqa (aigua)             |
| -us, -i                 | -us                     | katus (gat)             |
| -um, -i                 | -a                      | ova (ou)                |
| -is, -is                | -i                      | pani (pa)               |
| -o, -onis               | -o                      | natio (nació)           |
| -us, -us                | -u                      | manu (mà)               |
| -o, -are                | -a                      | vora (menjar)           |
| -o, -ere                | -e                      | bibe (beure)            |
| -io, -ire               | -i                      | veni (venir)            |

| Paraules d'origen grec | Paraules d'origen grec | Paraules d'origen grec |
| Desinència grega       | Final en Glosa         | Exemple                |
| ---------------------- | ---------------------- | ---------------------- |
| -α, -ης                | -a                     | glosa (llengua)        |
| -α, -ατος              | -a                     | soma (cos)             |
| -ος, -ου               | -o                     | bio (vida)             |
| -ιος, -ίου             | -i                     | heli (sol)             |
| -ον, -ου               | -a                     | zoa (animal)           |
| -ω, -ειν               | -o                     | grafo (escriure)       |

## Tipus de paraules
Glosa conté dos grups principals de paraules:
Partícules: un nombre reduït de paraules que realitzen funcions bàsiques referides a relacions entre conceptes. Es tracta bàsicament de preposicions i conjuncions, tals com: de (de), e (i), pre (abans, abans de), supra (a sobre, a sobre de), sub (a sota, a sota de), etc.
Noms: paraules cada una de les quals pot representar una cosa concreta, i/o acció, i/o qualitat abstracta. Cada paraula pot tenir múltiples significats, segons com s'utilitzen en una frase (com a substantiu, com a adjectiu, com a verb, etc.) per exemple: "oku" pot significar: ull, ocular, òptic, ullar, mirar, etc.
A Glosa s'utilitzen gran nombre de paraules compostes, per a reduir al mínim la càrrega de paraules bàsiques a memoritzar. Algunes paraules tenen una versió abreujada per a facilitar aquest procés.
- stude (estudiar, estudi) + pe[rsona] (persona) = stude-pe (persona que estudia, estudiant).
- stude + do[mi] (casa; domèstic) = stude-do (casa d'estudi, escola, biblioteca, etc.)
- pato (patologia, malalt) + do[mi] = pato-do (casa de malalts, hospital).

## Text de mostra
El Parenostre:
| Versió en Glosa: | Text en grec: | Versió en català (amb doxologia final): |
| Na parenta in urani: na volu; tu nima gene revero, tu krati veni, e tu tende gene akti, epi geo homo in urani. na volu; tu don a na nu-di na di-pani, e tu pardo na plu mali akti, metro na pardo mu; qi akti mali de na. E na volu; tu ne dirige na a plu mali ofere, sed tu libe na ab mali. Ka tu tena u krati, u dina, e un eu-famo, pan tem. Amen. | Πάτερ ημών ο εν τοις ουρανοίς, αγιασθήτω το όνομά Σου, ελθέτω η Βασιλεία σου, γενηθήτω το θέλημά σου ως εν ουρανώ και επί της γης. Τον άρτον ημών τον επιούσιον δος ημίν σήμερον, και άφες ημίν τα οφειλήματα ημών, ως και ημείς αφίεμεν τοις οφειλέταις ημών. Και μη εισενέγκης ημάς εις πειρασμόν, αλλά ρύσαι ημάς από του πονηρού. Ότι σου εστί η βασιλεία και η δύναμις και η δόξα εις τους αιώνας. Αμήν. | Pare nostre, que esteu en el cel: Sigui santificat el vostre nom; Vingui a nosaltres el vostre regne. Faci's la vostra voluntat, així a la terra com es fa en el cel. El nostre pa de cada dia, doneu-nos, Senyor. I perdoneu les nostres culpes, així com nosaltres perdonem els nostres deutors; I no permeteu que nosaltres caiguem en la temptació, ans deslliureu-nos de qualsevol mal. [Car vostre és el regne, el poder i la glòria, per sempre. Amén. |